# Kalam (Swat)

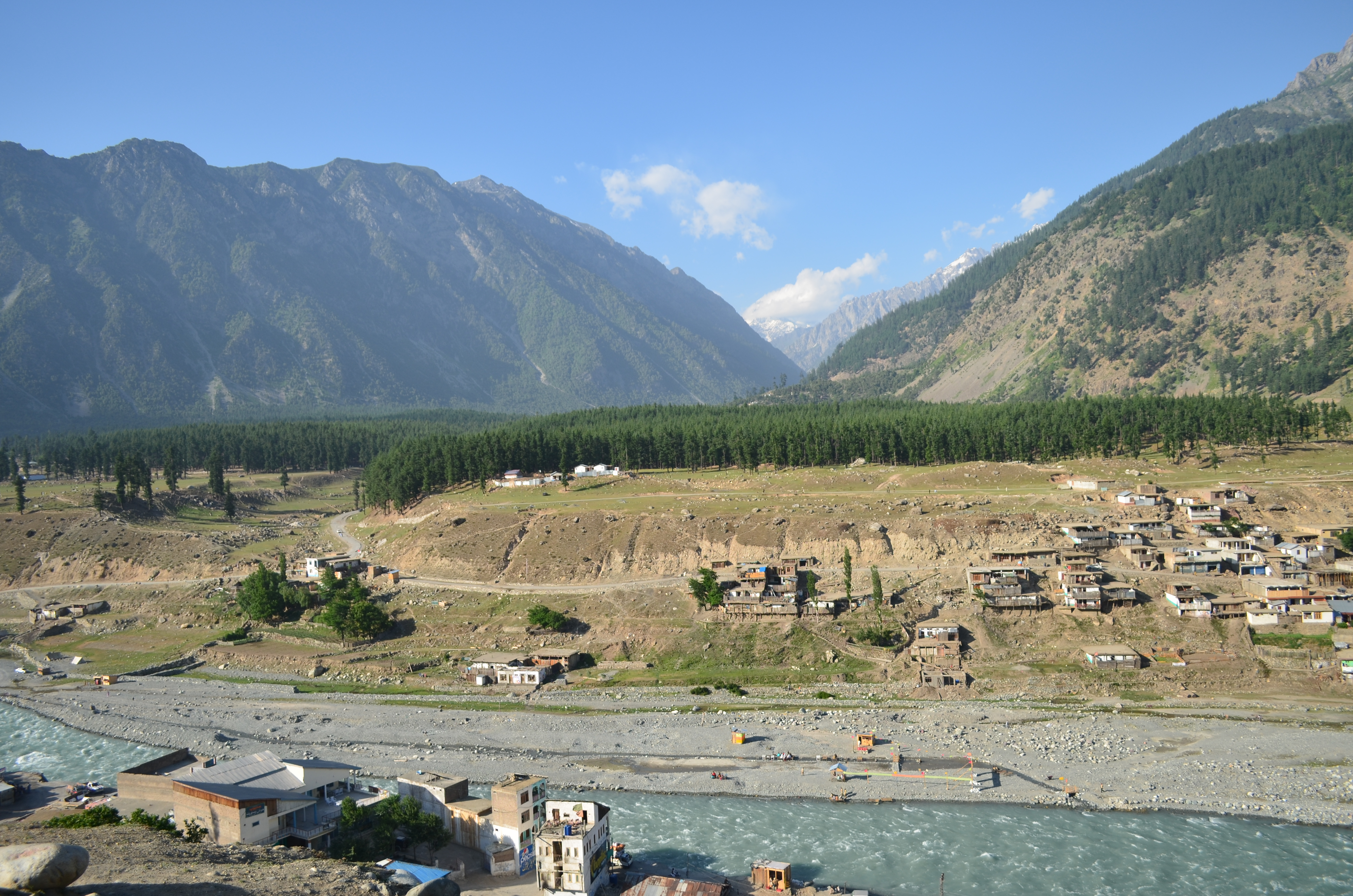
Kalam

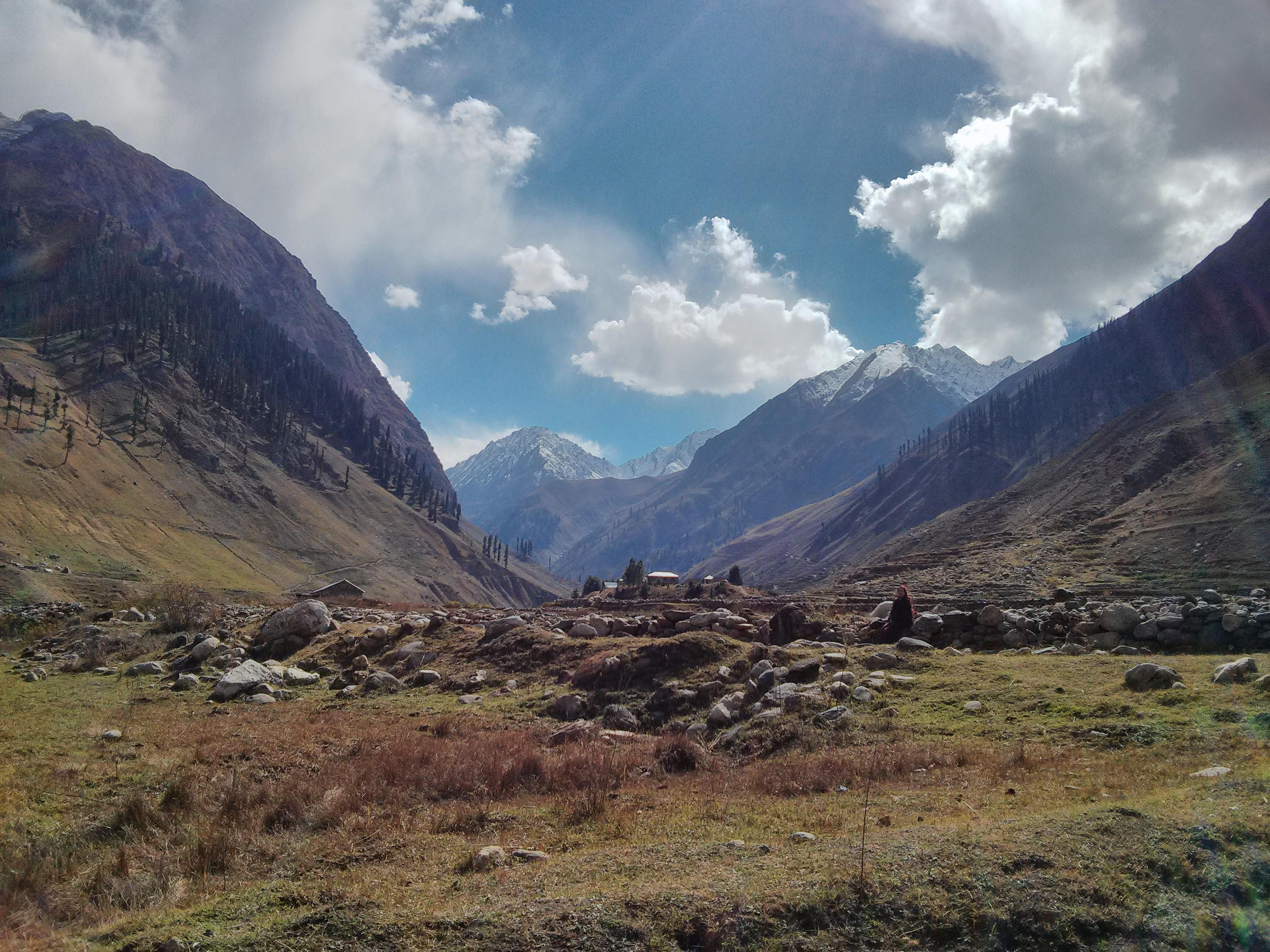
Kalam-Tal

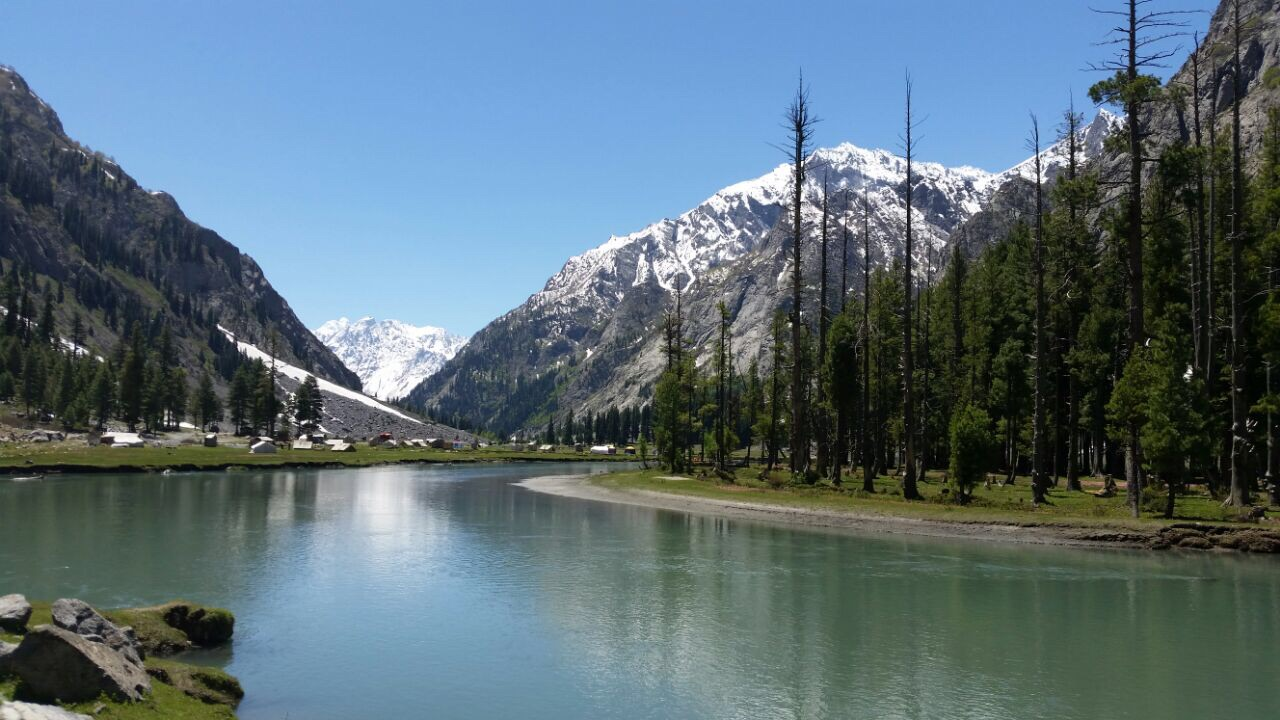
Mahodand-Lake

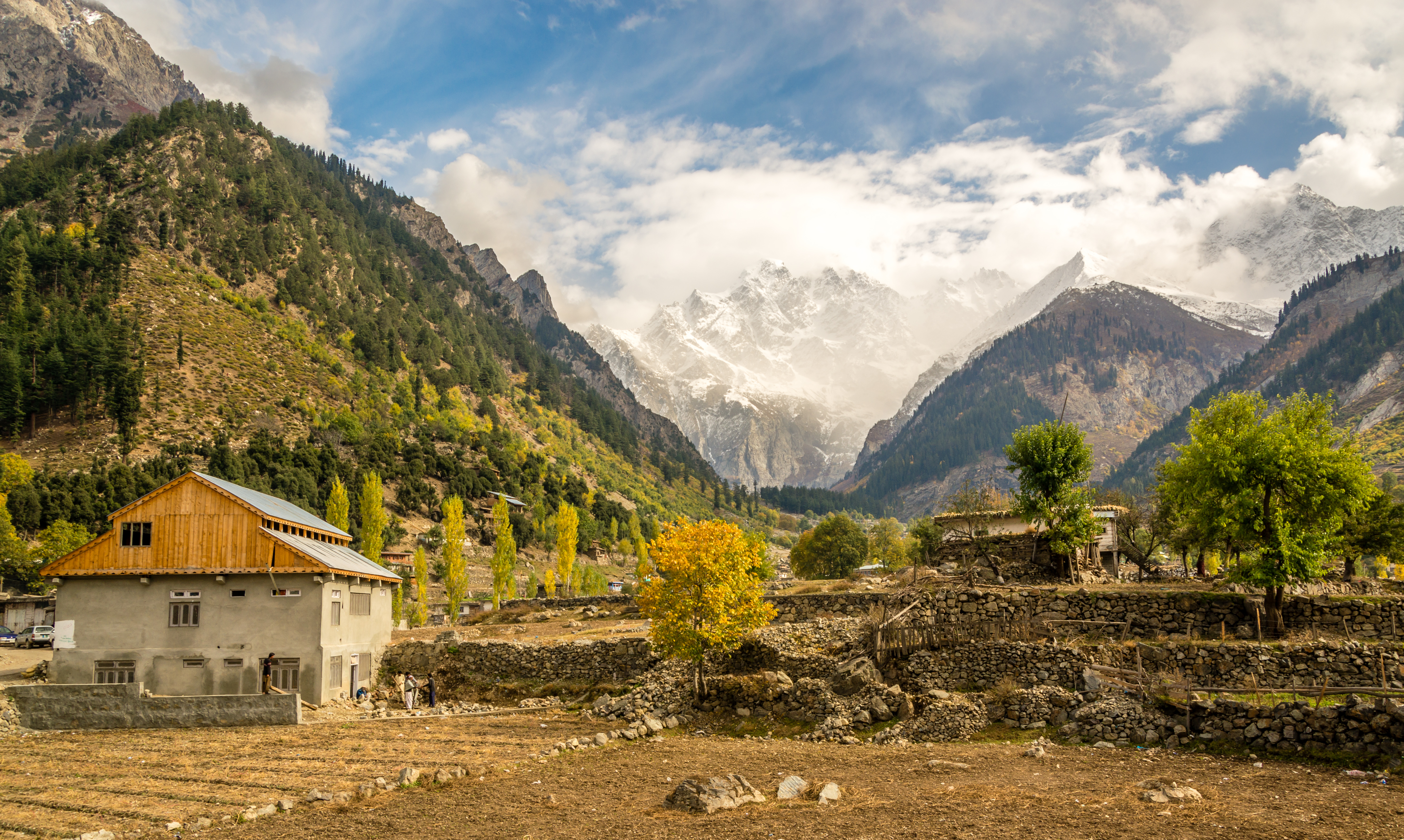
Matiltan-Village

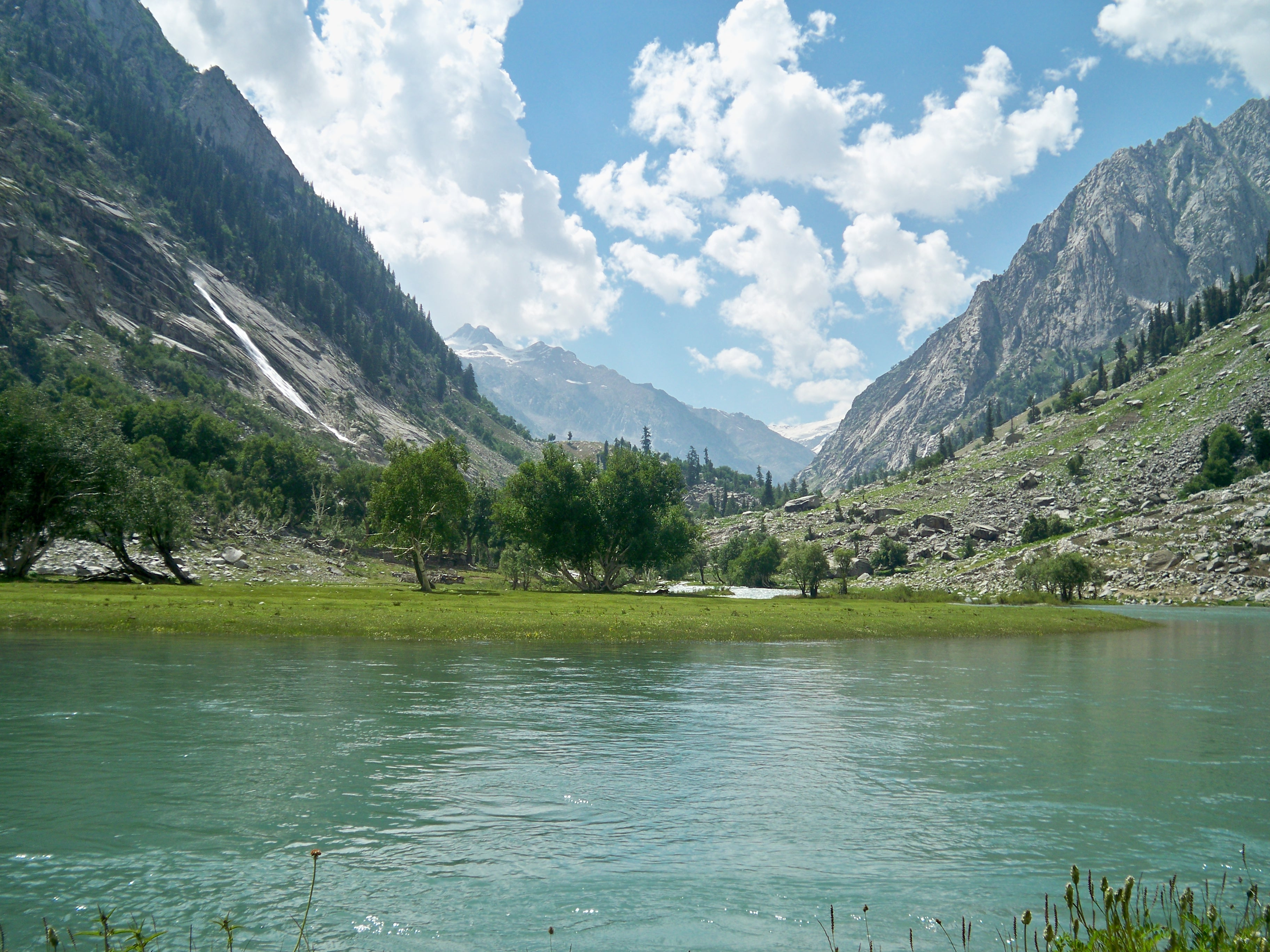
Kundol-Lake

Kalam ist ein weitläufiger Ort mit etwa 5.000 Einwohnern im Norden des Swat-Tals im Swat-Distrikt in der Provinz Khyber Pakhtunkhwa im Norden Pakistans. Es ist der Hauptort des Kalam-Tals sowie mehrerer Nebentäler.

## Geographie

### Lage
Der ca. 2070 m hoch gelegene Ort Kalam liegt – umgeben von den südlichen Ausläufern des Hinduraj-Gebirges – am Zusammenfluss von Gabral und Ushu, die fortan den nach Süden fließenden Swat-Fluss bilden. Die Provinzhauptstadt Peschawar liegt ca. 260 km (Fahrtstrecke) südwestlich; die Distriktshauptstadt Saidu Sharif befindet sich in einer Entfernung von knapp 100 km im südlichen Bereich des Swat-Distrikts.

### Landschaft
Das gesamte Kalam-Tal und seine Nebentäler sind umgeben von – meist mit Kiefern bewaldeten – Bergen mit zahlreichen kleinen Flüssen und Seen. Die Berggipfel in der Umgebung des Ortes sind etwa 3000 bis 4000 m hoch, diejenigen am Nordende des Tales erreichen Höhen um die 6000 m; der bei klarar Sicht vom Mahodand-Lake aus zu sehende Falak Sher mit seinen 5918 m ist der markanteste.

### Klima
Aufgrund der Höhenlage übersteigen die Tagestemperaturen im Sommer nur selten 30 °C; nachts und im Winter können – in Abhängigkeit von der Bewölkung – nicht selten Frostgrade erreicht werden. Regen – bzw. in den höheren Lagen Schnee – fällt nur selten und nur in den Monsunmonaten Juli bis September; Wasser ist jedoch wegen der zahlreichen Bergbäche und -flüsse ganzjährig in ausreichendem Maße vorhanden.

## Bevölkerung
Das gesamte Kalam-Tal mit seinen Nebentälern ist etwa 1000 km² groß und hat eine geschätzte bzw. hochgerechnete Einwohnerzahl von ca. 50.000 Personen. Der Hauptteil der Einwohner besteht aus Pashtunen, aber auch Angehörige anderer Volksgruppen sind in den letzten Jahrzehnten zugewandert. Die allermeisten Bewohner sind Moslems; man spricht hauptsächlich Pashtu und Urdu. In den Wintermonaten November bis März migrieren viele Männer oder ganze Familien auf der Flucht vor der Kälte und auf der Suche nach Arbeit in die Städte des etwa 1000 m tiefer gelegenen südlichen Swat-Tals oder in andere Regionen Pakistans.

## Wirtschaft
Das Kalam-Tal ist vergleichsweise fruchtbar: Hauptsächlich werden Kartoffeln, Mais und Weizen angebaut; auch Obst- und Nussbäume gibt es und die kleinen Hausgärten liefern das notwendige Gemüse (v. a. Zwiebeln, Erbsen und Bohnen). Die Straßen sind bis Kalam asphaltiert; die Nebenstraßen sind meist nur mit Jeeps zu befahren. Seit den letzten Jahrzehnten des 20. Jahrhunderts hat der sommerliche Tourismus eine große wirtschaftliche Bedeutung für den Ort und das gesamte Tal erlangt; bedeutende Orte sind Usho und Matiltan mit dem nördlich davon gelegenen Mahodand-See sowie Gabral und Utrot mit dem Kundol-See.

## Geschichte
Im Gegensatz zum südlichen Swat-Tal blickt der nördliche Bereich nicht auf eine lange Geschichte zurück: Obwohl keine verlässlichen Quellen existieren dürfte die Besiedlung des Tales erst im 16. oder 17. Jahrhundert erfolgt sein. Im 19. Jahrhundert war das gesamte Kalam-Tal ein quasi unabhängiger Fürstenstaat, der später dem Fürstenstaat Chitral angeschlossen wurde, der seinerseits wiederum im Jahr 1947 im neuentstandenen Staat Pakistan aufging. Während der britischen Herrschaft waren das gesamte Tal und die umliegenden Orte – trotz beständiger Gefahr von Erdbeben – als Hill Stations bekannt.

## Sehenswürdigkeiten
Historisch oder kulturell bedeutsame Sehenswürdigkeiten gibt es im Ort und in der gesamten Region nicht; die meisten Moscheen, Wohnhäuser, Hotels und Verwaltungsgebäude sind in den letzten Jahrzehnten aus Beton und Hohlblocksteinen neu entstanden. Sehenswert ist die außergewöhnlich reizvolle Landschaft im Umkreis von ca. 25 km, die man auf diversen Touren mit Sammeltaxis (meist Jeeps) oder gemieteten Allrad-Fahrzeugen erkunden kann.